# Abies pindrow
Espèce
Synonymes
- Pinus pindrow Royle ex D.Don, 1836 (basionyme)

Statut de conservation UICN

 LC  : Préoccupation mineure
Abies pindrow est une espèce de conifères de la famille des Pinaceae.

## Liste des sous-espèces et variétés
Selon Catalogue of Life (28 août 2014) et World Checklist of Selected Plant Families (WCSP) (28 août 2014) :
- variété Abies pindrow var. brevifolia Dallim. & A.B.Jacks. (1923)
- variété Abies pindrow var. pindrow

Selon The Plant List (28 août 2014) :
- variété Abies pindrow var. brevifolia Dallim. & A.B.Jacks.

Selon Tropicos (28 août 2014) (Attention liste brute contenant possiblement des synonymes) :
- sous-espèce Abies pindrow subsp. brevifolia (Dallim. & A.B. Jacks.) Silba
- sous-espèce Abies pindrow subsp. gamblei (Hickel) Rushforth
- variété Abies pindrow var. brevifolia Dallim. & A.B. Jacks.
- variété Abies pindrow var. intermedia Henry